# Computer Assisted Trading System
Das Computer Assisted Trading System (CATS-OS) ist eine außerbörsliche Handelsplattform der Börse Stuttgart für den Wertpapierhandel. Die Bezeichnung CATS ist ein Akronym und steht für Citibank Automated Trading System, da die Citibank maßgeblich an der Entwicklung der Plattform beteiligt war.
Das System startete 1995 mit dem Handel von Optionsscheinen der Citibank in Deutschland. CATS ist damit das älteste Electronic Communication Network in Deutschland. Im Laufe der Zeit wurde die Produktpalette auf den gesamten Wertpapierbereich ausgedehnt. Mehr als 100 Banken aus 13 Ländern beteiligen sich an CATS-OS. Über diese Banken können auch Privatkunden Wertpapiere über CATS-OS handeln.
Der Handel ist von Montag bis Freitag zwischen 8 und 22 Uhr MEZ möglich. Besonderer Vorteil ist, dass es keine Mindesthandelsgröße für Aufträge gibt.
Die Plattform wurde im Lauf der Jahre erweitert und unterstützt zwei Handelsmethoden:
cats-os
ermöglicht interaktiven, bilateralen Handel im Request-for-Quote-Verfahren (RfQ) in zahlreichen Gattungen und im gesamten Europäischen Markt.
cats-ls
unterstützt das Ordermanagement für die gleichen Wertpapiere und Distributionskanäle mit Marketorders, Limitorders, Stop-Loss, Buy, OCO und weiteren Order-Typen.
Der Betreiber bietet zusätzliche Dienstleistungen wie den Vertrieb von Emittentendaten via cats-md.

## Aktuelles
Einen der größten Mistrades der Geschichte ist über die cats-os-Plattform abgewickelt worden, zwischen der biw-Bank und der BNP Paribas, als ein Wertpapierhändler für 324.000 EUR Wertpapiere im Wert von 162 Mio. EUR bekam.

## Quelle
- Internetseite von CATS-OS (engl.)